# 闊葉小石蘚
闊葉小石蘚（学名：Weissia planifolia）为叢蘚科小石蘚屬下的一个种。